# Syllepte euagra
Syllepte euagra là một loài bướm đêm trong họ Crambidae.